# Třída Presidente Errázuriz
Třída Presidente Errázuriz byla třída chráněných křižníků chilského námořnictva. Celkem byly postaveny dvě jednotky této třídy. Ve službě byly v letech 1892–1930.

## Stavba
Dva křižníky této třídy postavila francouzská loděnice Forges et Chantiers de la Méditerranée shipyard v La Seyne. Do služby byly přijaty roku 1892.
Jednotky třídy Presidente Errázuriz:
| Jméno                | Založení kýlu | Spuštěna        | Dodání | Poznámky                               |
| -------------------- | ------------- | --------------- | ------ | -------------------------------------- |
| Presidente Errázuriz | 1889          | 21. června 1890 | 1892   | Od roku 1919 cvičná loď. Vyřazen 1930. |
| Presidente Pinto     | 1889          | 4. září 1890    | 1892   | Vyřazen 1910.                          |

## Konstrukce

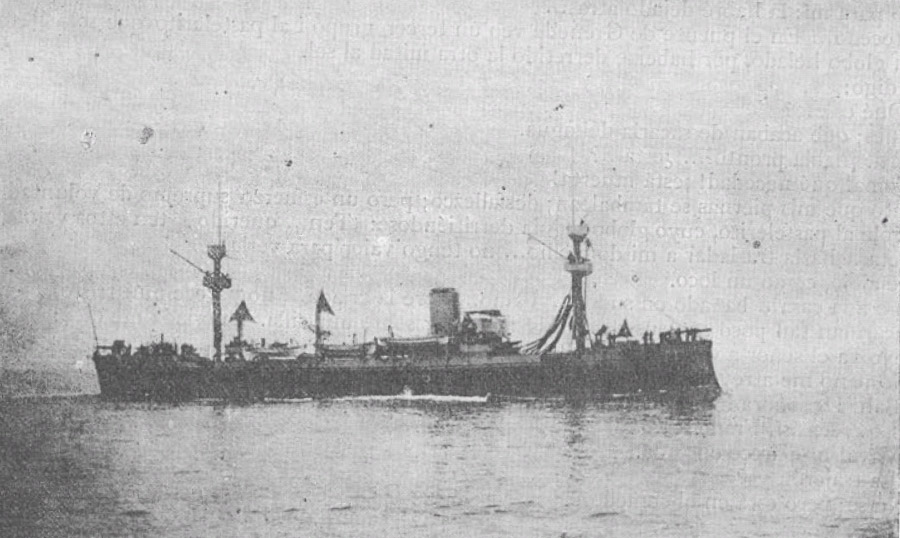
Presidente Errázuriz

Trup byl opatřen klounem. Hlavní výzbroj tvořily čtyři 150mm kanóny umístěné na sponsonech na bocích trupu a dále dva 120mm kanóny umístěné po jednom na přídi a na zádi v ose trupu. Všechny kanóny byly systému Canet. Oba stožáry byly osazeny marsy s celkem čtyřmi 57mm kanóny Hotchkiss. Neseny byly rovněž tři 356mm torpédomety. Pohonný systém tvořily čtyři cylindrické kotle a dva parní stroje o výkonu 5400 hp, pohánějící dva lodní šrouby. Nejvyšší rychlost dosahovala 18,3 uzlu.

### Modifikace
Roku 1908 byly na křižníku Presidente Errázuriz instalovány nové vodotrubní kotle Belleville. Ze stěžňů byly odstraněny bojové plošiny. Novou výzbroj tvořily čtyři 152mm kanóny Armstrong a dva 120mm kanóny Canet.